# Kyrkefalla socken
Kyrkefalla socken i Västergötland ingick i Kåkinds härad, ombildades 1947 till Tibro köping och området ingår sedan 1971 i Tibro kommun och motsvarar från 2016 Tibro distrikt.
Socknens areal var 110,69 kvadratkilometer varav 109,82 land. År 2000 fanns här 9 102 invånare.  Tätorten Tibro med sockenkyrkan Kyrkefalla kyrka ligger i socknen.

## Administrativ historik
Socknen har medeltida ursprung.
Vid kommunreformen 1862 övergick socknens ansvar för de kyrkliga frågorna till Kyrkefalla församling och för de borgerliga frågorna bildades Kyrkefalla landskommun. Landskommunen ombildades 1947 till Tibro köping som 1971 ombildades till Tibro kommun. Församlingen namnändrade 1947 till Tibro församling.
1 januari 2016 inrättades distriktet Tibro, med samma omfattning som församlingen hade 1999/2000.
Socknen har tillhört län, fögderier, tingslag och domsagor enligt vad som beskrivs i artikeln Kåkinds härad. De indelta soldaterna tillhörde Skaraborgs regemente, Kåkinds kompani och Västgöta regemente, Kåkinds kompani.

## Geografi
Kyrkefalla socken ligger nordväst om Hjo med Hökensås i öster och Tidan i väster. Socknen är en småkuperad odlingsbygd i väster och kuperad skogsbygd i öster.

## Byar och hemman
Kyrkefalla socken består historiskt av nedan listade byar och enstaka hemman. När en by har flera hemman anges också hemmansnumren.
- Abrahamsryd, enstaka hemman, första gången i jordeboken 1561 som kronotorp.
- Anderstorp, enstaka hemman.
- Assarby, enstaka hemman.
- Backen, enstaka hemman.
- Baggebolet, enstaka hemman.
- Balteryd, ett hemman (1) och en äng (2).
- Bengtstorp, enstaka hemman, första gången i jordeboken 1613.
- Brandstorp, enstaka hemman, första gången i jordeboken 1815.
- Brobolet, ett hemman (1) och en äng (2).
- Brännhult, enstaka hemman, första gången i jordeboken 1815.
- Eneskogen, enstaka hemman, första gången i jordeboken 1561 som prebendetorp.
- Flottebo, enstaka hemman.
- Fredstorp, enstaka hemman, första gången i jordeboken 1825 som nyhemman.
- Friggesby, ett hemman (1), tillika säteri och en äng (2), första gången i jordeboken 1561 som kronotorp.
- Fröstorp, by med två hemman (1 Nolgården eller Nolfröstorp och 2 Sörgården eller Sörfröstorp) samt en såg (4).
- Fågelviken, enstaka hemman, första gången i jordeboken 1561.
- Graven, enstaka hemman.
- Grönhult, by med två hemman (1 och 2) samt en äng (3). Hemman nr 2 första gången i jordeboken 1815.
- Gäre, enstaka hemman.
- Götarshemmet, enstaka hemman, första gången i jordeboken 1612.
- Hagåsen, enstaka hemman, tillika säteri, första gången i jordeboken 1611.
- Helgestorp (tidigare Ingelsbytorp), enstaka hemman, första gången i jordeboken 1634, ursprungligen ett nybygge på hemmanet Ingelsby mark.
- Humstenstorp (ursprungligen Bråtatorp), enstaka hemman, första gången i jordeboken 1618.
- Häggatorp, enstaka hemman.
- Hägnestugan, enstaka hemman, första gången i jordeboken 1825.
- Hönebolet, enstaka hemman. På markerna har bebyggelsen Hörnebo växt fram, de södra delarna av tätorten Tibro.
- Ingelsby, enstaka hemman, tillika säteri, ägts inom adelsätterna Lejonskjöld och Oxenstierna. Under 1800-talet såldes flera utgårdar och torp. På 1940-talet omfattade den 148 hektar varav 65 hektar åker samt huvudbyggnad uppförd på. 1690-talet.[7]
- Johanstorp (ursprungligen Ängarp), enstaka hemman, första gången i jordeboken 1632.
- Jonsboda, enstaka hemman, första gången i jordeboken 1795.
- Jonslund, enstaka hemman, första gången i jordeboken 1815.
- Jonstorp, enstaka hemman, första gången i jordeboken 1795.
- Jubberyd, enstaka hemman, första gången i jordeboken 1585 som kronotorp.
- Järnåsen, enstaka hemman, första gången i jordeboken 1825.
- Jönsbacken (eller Jonsbacken), enstaka hemman, första gången i jordeboken 1815.
- Karlshaga, by med tre hemman (1 Tyskagården, 2 Östergården och 3 Sörgården) samt en äng (Karlshagen).
- Karlstorp, ett hemman (1) och en beteshage (2).
- Katebrunn, enstaka hemman, första gången i jordeboken 1602 som kronotorp.
- Kateryd, enstaka hemman.
- Kilamossen, enstaka hemman, första gången i jordeboken 1795.
- Kostna(ds)kroken (eller Kroken), enstaka hemman, första gången i jordeboken 1561 som prebendetorp.
- Kårtorp, by med två hemman (1 Nolgården och 2 Sörgården).
- Laggaretomten, enstaka hemman, första gången i jordeboken 1624.
- Lagåsen, enstaka hemman, första gången i jordeboken 1561 som predendetorp.
- Lunnahult, enstaka hemman, första gången i jordeboken 1612.
- Mickelstorp, enstaka hemman, första gången i jordeboken 1611.
- Mossebok, enstaka hemman.
- Olofsby, enstaka hemman, första gången i jordeboken 1561 som kronotorp.
- Orrebolet, enstaka hemman, första gången i jordeboken 1627.
- Pickatorp, Stora, enstaka hemman, första gången i jordeboken 1600. Donerat under Prästbolet enligt hertig Johans brev den 15 augusti 1615.
- Prästbolet (eller Prästgården), enstaka hemman (tillsammans med Pickatorp). I Prästbolet ligger Kyrkefalla kyrka, sedan 1947 kallad Tibro kyrka.
- Pökan, ett hemman (1), tillika säteri, och en tullkvarn (2). På ägorna ligger en del av bebyggelsen Hörnebo, som utgör de södra delarna av tätorten Tibro.
- Ruder, by med två hemman (1 Sörgården och 2 Nolgården, tillika säteri) samt en såg (3), vilka länge brukats tillsammans och bildat en herrgård tillsammans med ett antal andra hemman i socknen. Egendomen bestod på 1880-talet av Ruder, Eneskogen, Hagåsen, Johanstorp, Katebrunn, Kostnadskroken, Laggåsen, Lunnahult, Stumpatorp, Tibro och Tiåsen samt tegelbruk, såg och kvarnar.[8] På 1940-talet omfattade herrgården 671,5 hektar varav 143,5 hektar åker med huvudbyggnad uppförd på 1600-talet. Bland ägarna har funnits medlemmar av ätterna Björnberg och Wulfwenstierna.[9] Egendomen köptes 1967 av Uppsala universitet som drev jordbruket till 1999. Därefter styckades Ruder upp. Herrgårdsbyggnaderna fungerar som en anläggning för konferenser, möten och bröllop.[10]
- Salen, enstaka hemman.
- Sandåsen, enstaka hemman, första gången i jordeboken 1636.
- Smuleberg, ett hemman (1) samt en äng (2) och ett torp (3).
- Språttebo, enstaka hemman. På ägorna har samhället Tibro växt fram.
- Spännefalla, enstaka hemman.
- Stentorpet, enstaka hemman, första gången i jordeboken 1807.
- Stenåsen, enstaka hemman, första gången i jordeboken 1795.
- Stumpatorp (eller Nybygget), enstaka hemman, första gången i jordeboken 1611.
- Tibro, två hemman (1 Skattegården och 2 Lilla Tibro eller Lillegården). Till Skattegården hörde ett kvarnfall. Hemmanet Tidaberg hörde i äldre tid till byn. Kring Tibro har tätorten Tibro växt fram, centralort i Tibro kommun.
- Tidaberg, enstaka hemman, tillika säteri, hörde ursprungligen till byn Tibro, första gången i jordeboken 1561 som kronotorp.
- Tiåsen, enstaka hemman, första gången i jordeboken 1611.
- Tolsby, Lilla, enstaka hemman, första gången i jordeboken 1611.
- Tolsby, Stora, enstaka hemman, första gången i jordeboken 1561 som kronotorp.
- Tubberyd, enstaka hemman, första gången i jordeboken 1600 som kronotorp.
- Vallbäcken, enstaka hemman, första gången i jordeboken 1561 som kronotorp.
- Åreberg, by med två hemman (1 Norra Åreberg och 1 Södra Åreberg), ursprungligen två hemman som länge utgjort en egendom. På 1940-talet omfattade Åreberg 250 hektar varav 105 hektar åker. Manbyggnaden var uppförd 1809. Godset hade varit en bruksegendom med järnbruk, oljeslageri, bränneri och tullkvarn. Dessa industrier lades ner i slutet av 1800-talet. Ett sågverk anlades 1885 och ett kraftverk 1912.[11]
- Årebolet, enstaka hemman.
- Älgarås, by med två hemman (1 och 2).

## Fornlämningar
Lösfynd från stenåldern har påträffats.

## Namnet
Namnet skrevs 1390 Kirkiufalla och kommer från prästgården med namnet Fall eller Falla(r), vilket innehåller fall, 'svedjefall'.